# Carte d’identité (RDA)
Le Personalausweis für Bürger der Deutschen Demokratischen Republik (PA) (« carte d'identité pour les citoyens de la République démocratique allemande » en allemand) est le document d'identité des citoyens est-allemands entre 1953 et la réunification. Par la suite, certains documents ont été valables jusqu'au 31 décembre 1995.

## Historique
Le PA a remplacé en 1953 la carte d'identité allemande (en allemand : Deutscher Personalausweis) instaurée en 1949 dans la zone d'occupation soviétique en Allemagne (SBZ).
Jusqu'en 1953, les Berlinois de Berlin-Est et Berlin-Ouest avaient des cartes d'identité temporaires (en allemand : behelfsmäßige Personalausweis) délivrées par les puissances d'occupation. Les citoyens de Berlin-Ouest conserveront ce type de titre jusqu'en 1990.
La carte d'identité est-allemande a été acceptée par la plupart des États occidentaux à partir des années 1970 comme pièce d'identité, même sans visa. Elle est restée valable en République fédérale d’Allemagne jusqu’au 31 décembre 1995.

## Conditions d'obtention
La loi du 20 fév. 1967 portant sur la nationalité est-allemande oblige tout citoyen de la RDA de 14 ans et plus à porter en permanence sa carte d'identité. Cette loi indique également qu'il s'agit du document le plus important pour le citoyen. Jusqu'au 14 ans de l'enfant, les parents peuvent demander une carte d'identité d'enfant (en allemand : Kinderausweis, [KA]) qui permet de traverser les frontières tchécoslovaque et polonaise, par exemple pour les vacances.
La délivrance du PA ou du KA est soumise à la présentation d'une copie intégrale de l'acte de naissance du requérant ou de son représentant légal ainsi qu'à la complétude sincère de la demande de délivrance d'une carte d'identité ou d'un passeport (en allemand : Antrag auf Ausstellung eines Personalausweis oder Reisepasses).

## Description du document
Le document initial comportait vingt pages et une couverture extérieure en matière plastique avec les armoiries de la RDA et la mention DEUTSCHE DEMOKRATISCHE REPUBLIK (« République démocratique allemande »).
À partir de la seconde version, le document comporte douze pages et la couverture extérieure est en carton (toujours avec les armoiries et le texte), le tout est présenté dans un étui de protection en plastique transparent.
Sur les pages 2 et 3 on retrouve les informations suivantes (de gauche à droite, de haut en bas) :
- page 2 : photo d'identité, signature du porteur, taille, couleur des yeux, signe distinctif, date de validité (20 ans à compter de la délivrance),
- page 3 : nom de naissance, titre (ex. Me, Dr, Pr, etc.), prénoms, date de naissance, lieu de naissance, nationalité, études, profession, situation matrimoniale, lieu et date de délivrance du titre, cachet et signature de l'autorité, numéro du titre,
- page 4 : membres de la famille (identités des enfants, dates des différentes naissances),
- page 5 : prolongations de validité du titre,
- page 6 et 7 : pointages aux postes de police
- page 20 : remarques diverses (mariage, divorce, etc.)

À partir de 1970 un numéro d'identité a été donné à l'ensemble des citoyens. Ce numéro ne changeait pas lors de la réédition d'un titre.
À partir de 1978, on peut retrouver jusqu'à trois photos d'identité sur le titre ; ceci est fait pour que les photos soient les plus récentes et s'adaptent aux changements de morphisme jusqu'à l'âge adulte.
Lors d'un passage à un poste frontière, les autorités cachetaient une page du document avec un tampon encreur. Dans le cas où le porteur voyageait fréquemment, le poste frontière collait en dernière page un papier plié officiellement appelé Einkleber (« timbre »), familièrement Ziehharmonika (« accordéon »). Plusieurs Einkleberen pouvaient donc être collés sur le même titre : nombreux passages de frontières, preuves de change de devise, etc.

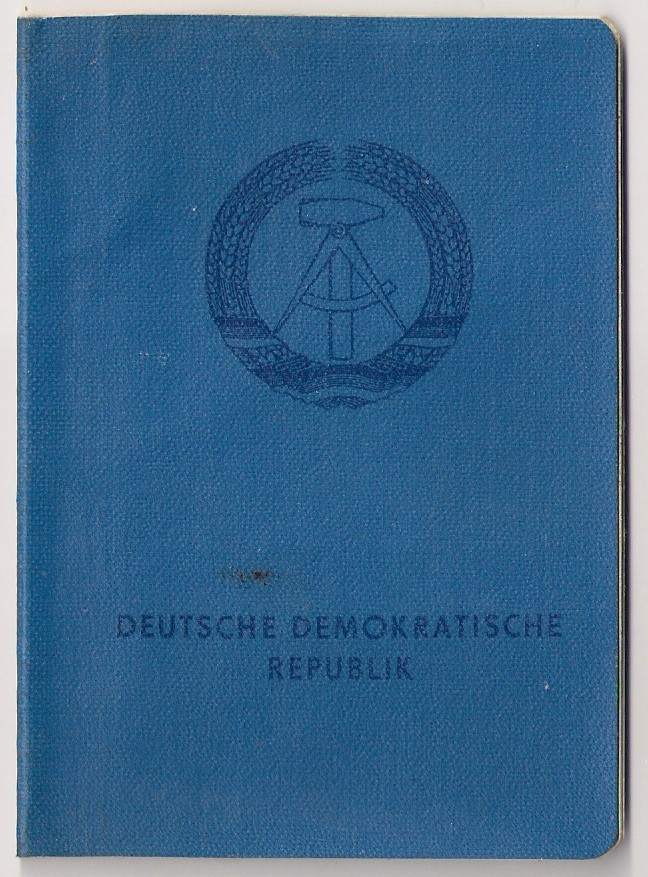
Couverture de la carte d'identité de 1970 avec les armoiries de la RDA
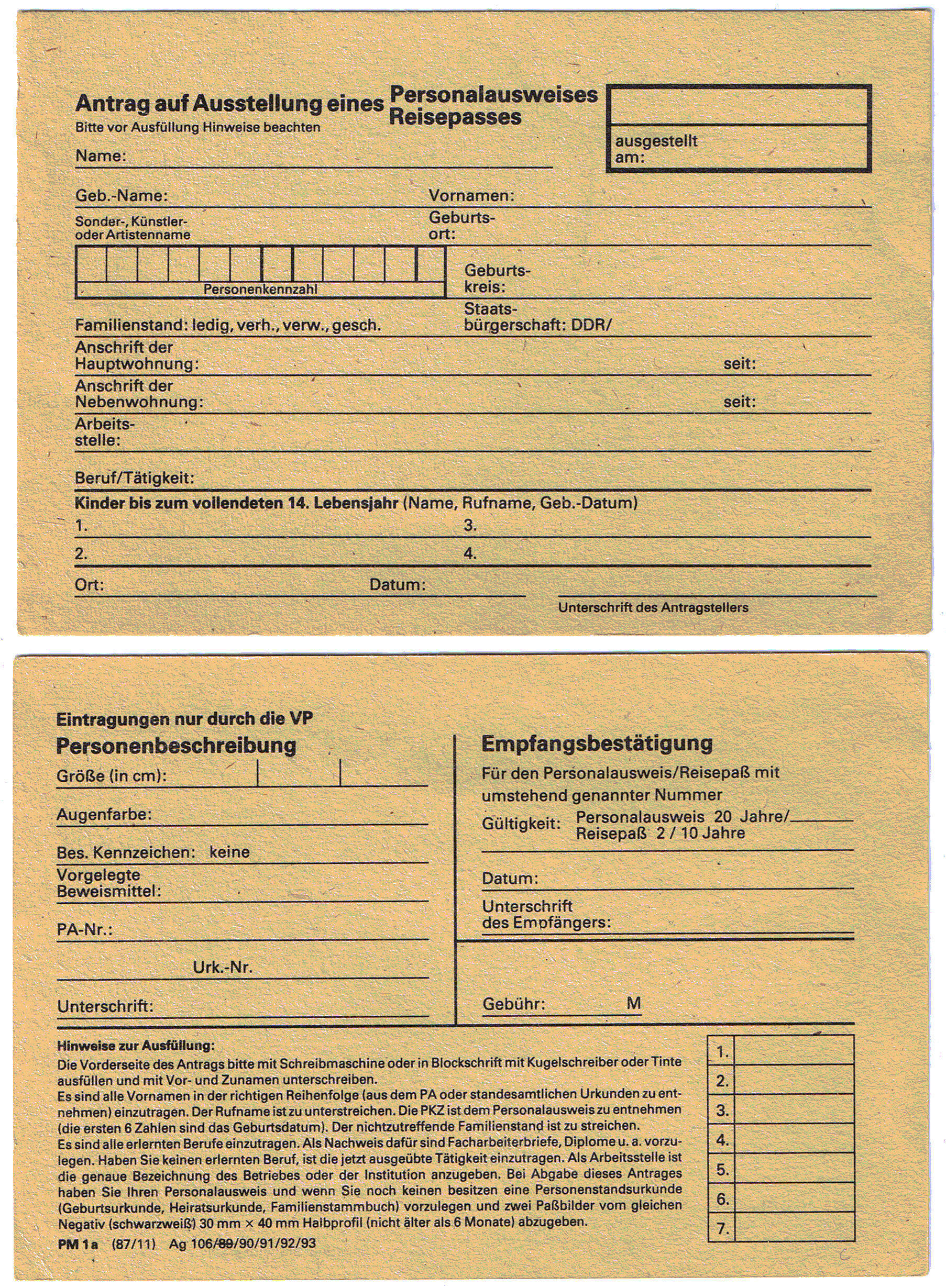
Formulaire de demande de carte d'identité ou de passeport
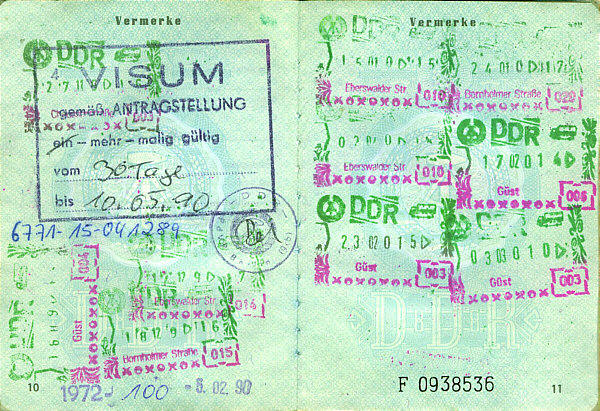
Pages 10 et 11, avec le visa du jour de l'ouverture des frontières et des cachets des points d'entrée vers Berlin-Ouest
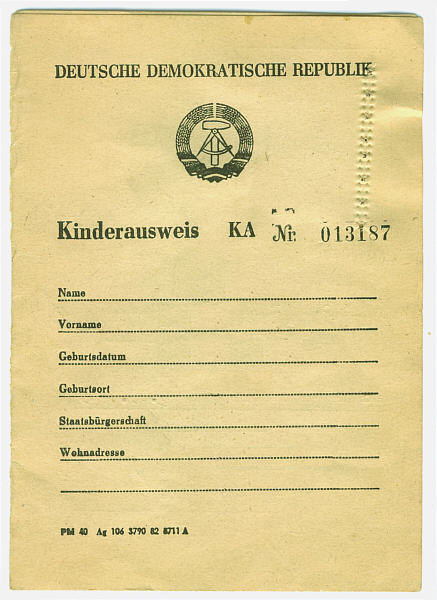
Carte d'identité pour enfant de la RDA.

## Cas particuliers

### Service militaire
Pendant le service militaire, le conscrit devait déposer sa PA auprès du siège local de la Volkspolizei (« police populaire ») et l'armée lui remettait la Wehrdienstausweis (« Carte d'Identité Militaire »). Ce titre empêchait le porteur de passer quelconque frontière sans autorisation expresse.

### Perte
En cas de perte de la PA, une carte d'identité provisoire "PM 12" était émise. Celle-ci portait des restrictions de circulation. 
En outre, pour un contrôle accru associé à une interdiction de voyager, les personnes politiquement déplacées (par exemple issues de la culture de l'opposition ou des candidats à l'immigration) et les prisonniers libérés pouvaient recevoir une PM 12.

## Chute du Mur de Berlin
Après la chute du mur de Berlin le 9 nov. 1989, des visas été réintroduits plusieurs jours après l'ouverture du mur. Les contrôles aux frontières ont été repris progressivement, cependant les visas de sortie des citoyens de la RDA étaient inscrits sans aucune formalité. Ces formalités ont été facilitées par la création de postes d'assistance supplémentaires gérés par la Deutsche Reichsbahn près des points de passage de la frontière interallemande ; par exemple en gare de l'aéroport de Berlin-Schönefeld.
Depuis le 1er février 1990, selon une nouvelle loi sur les voyages, les détenteurs d’un passeport ou d'une PA de la RDA n’avaient plus besoin d’un visa de sortie,.
Pendant la période comprise entre la chute du mur et l’adhésion de la RDA à la République fédérale d’Allemagne, la PA de la RDA a également été utilisée pour les paiements du Begrüßungsgeld (« Argent de Bienvenue ») et dans le cadre de l’Union monétaire, économique et sociale pour les opérations bancaires.

## Galerie

Personalausweissen de 1954
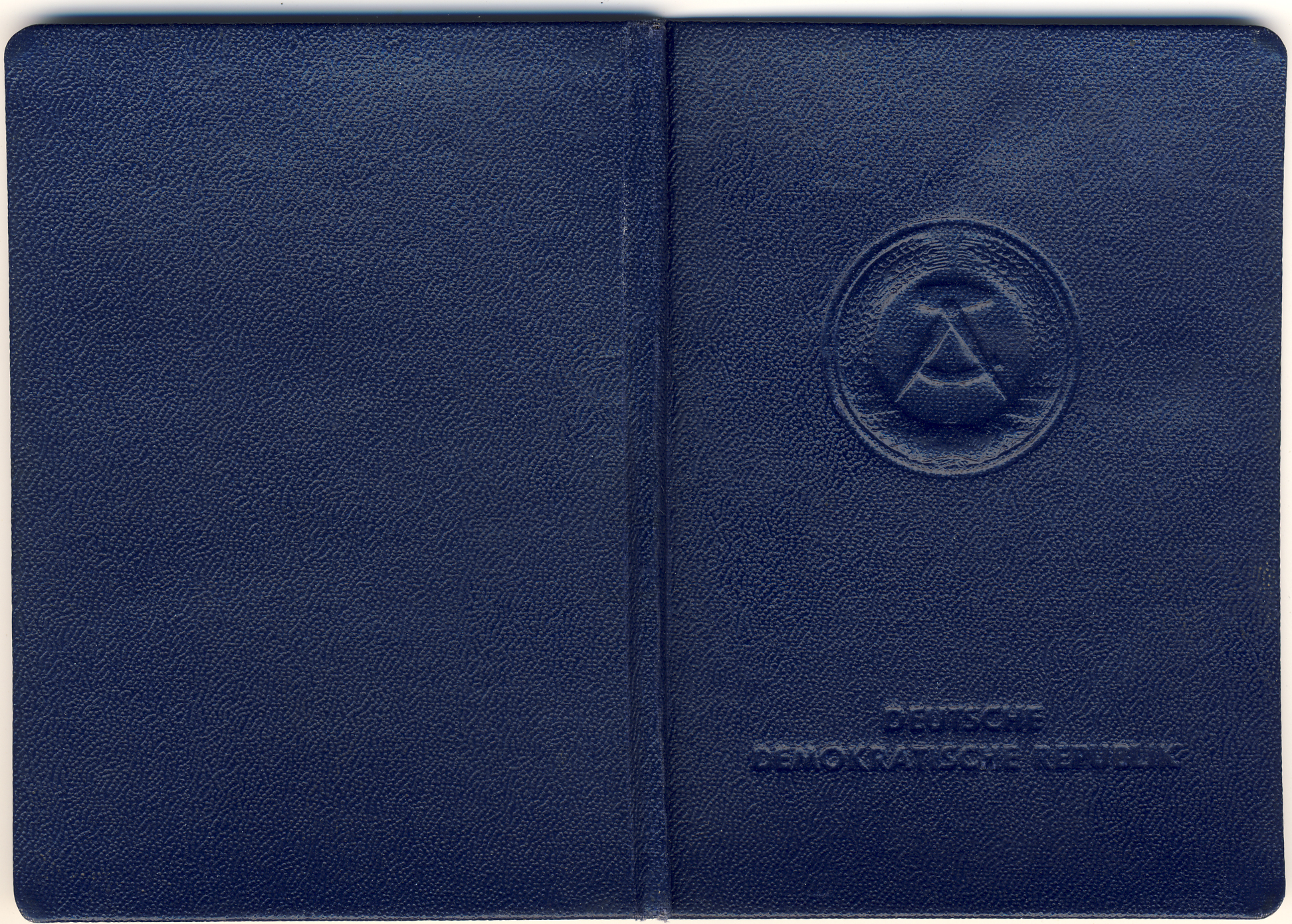
Couverture de 1954
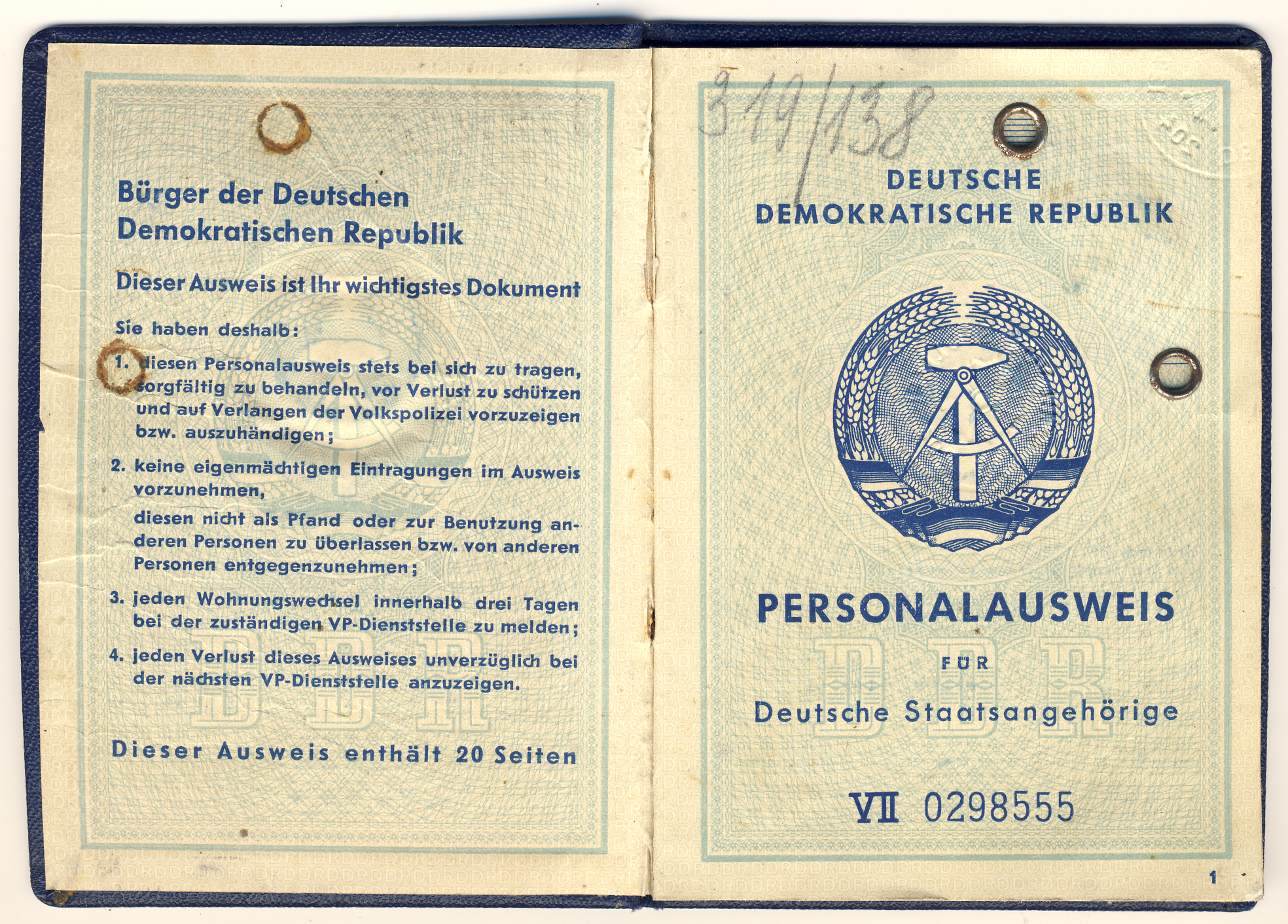
2e de couverture et page 1
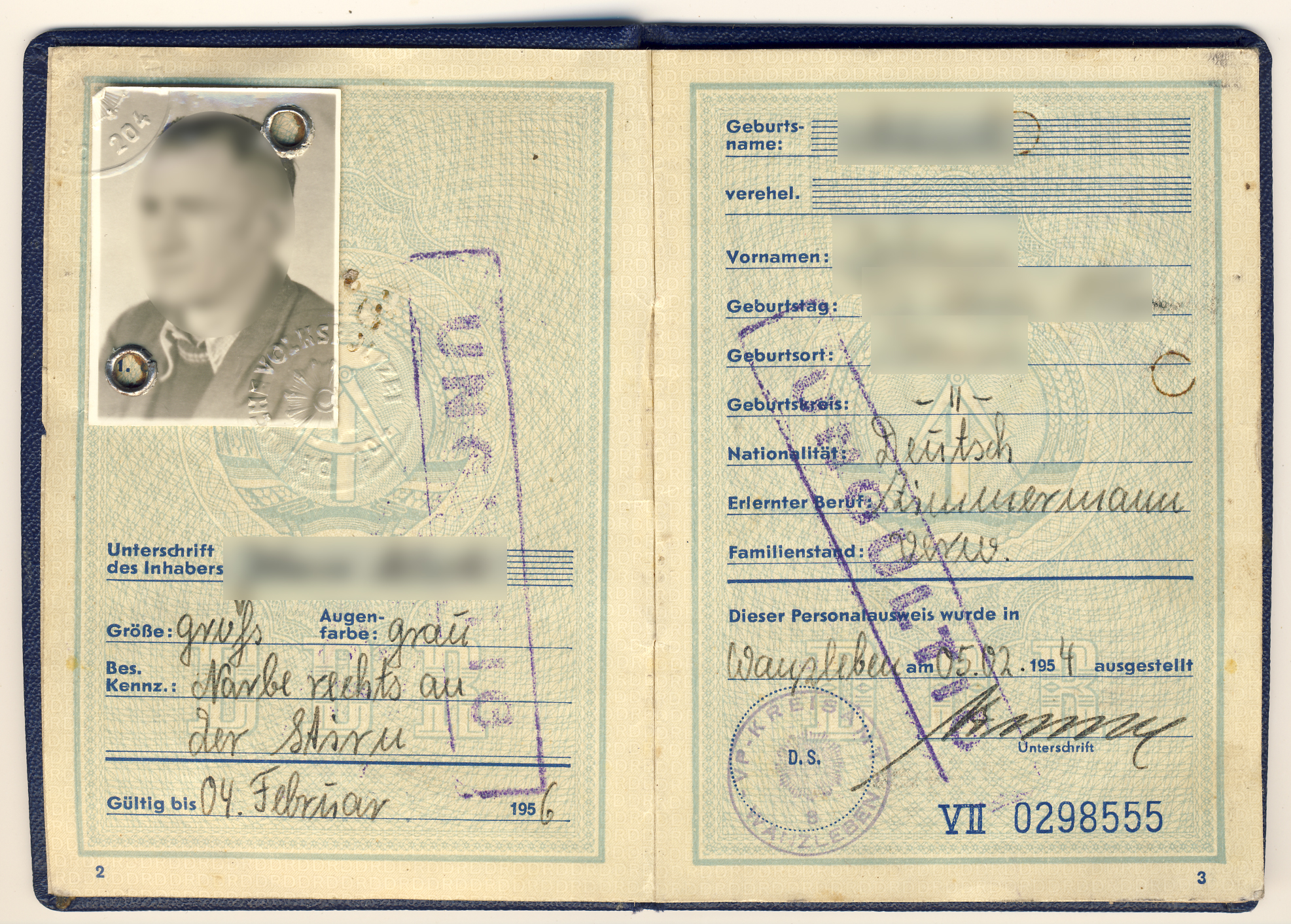
pages 2 et 3
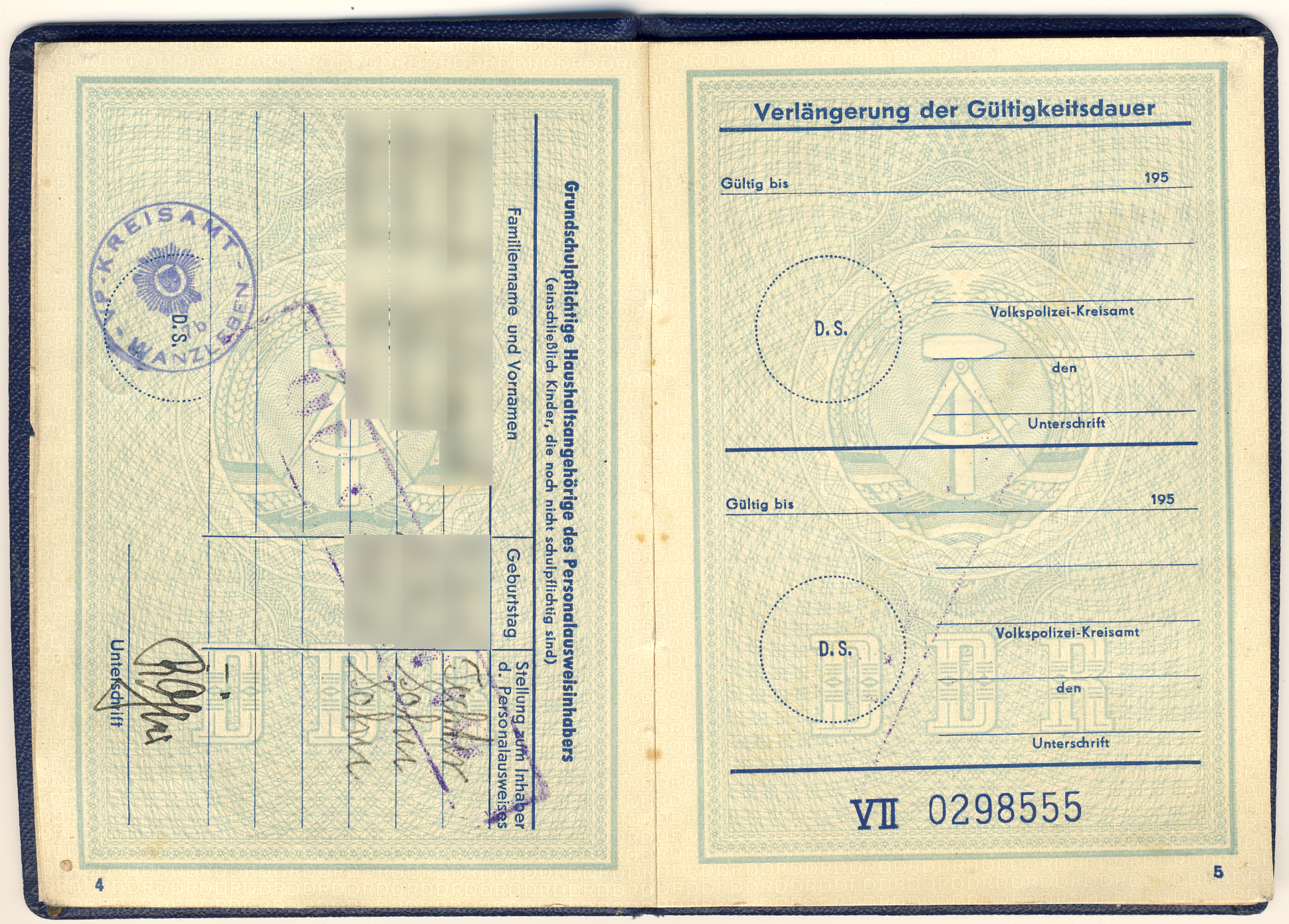
pages 4 et 5
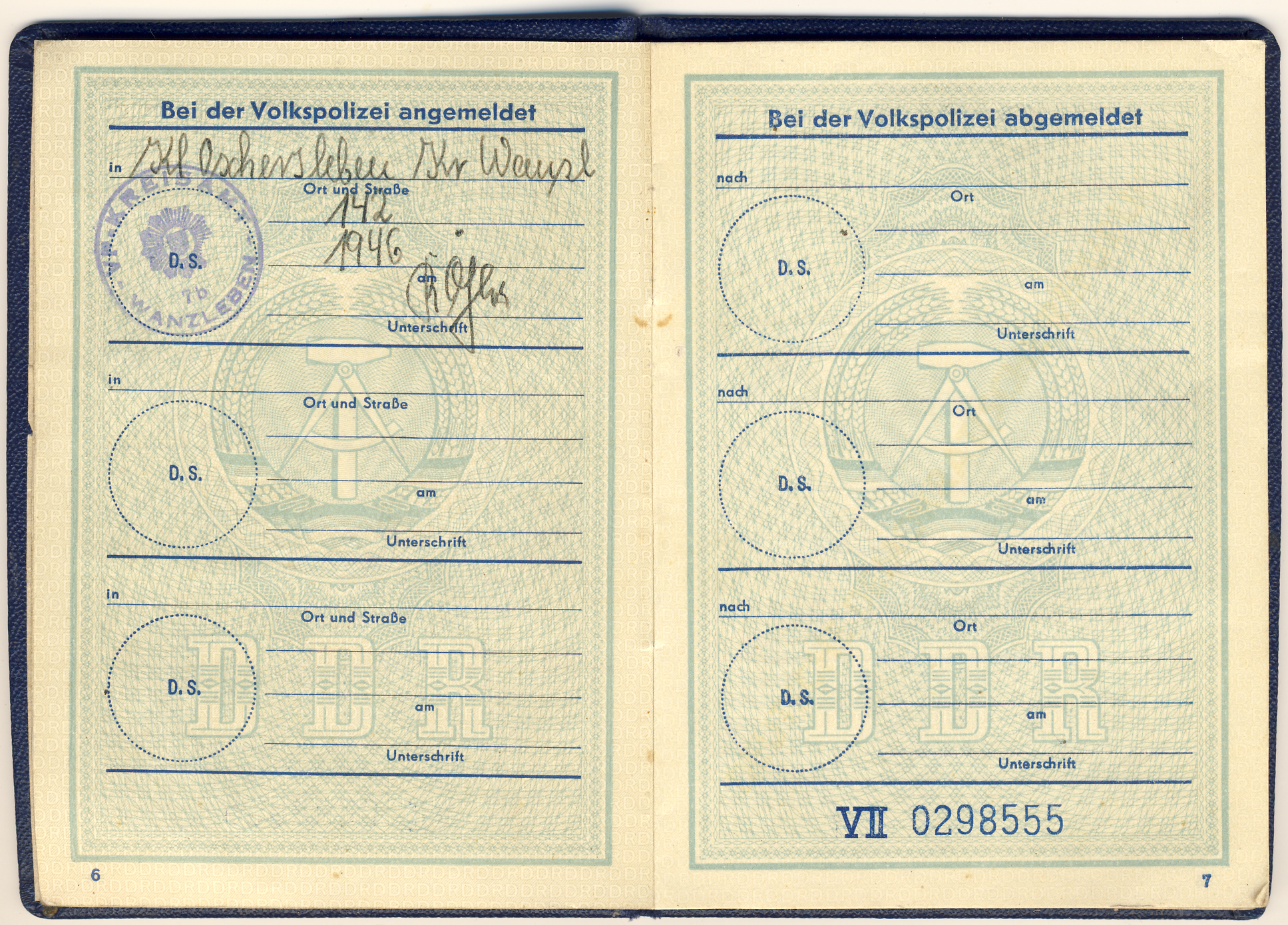
pages 6 et 7
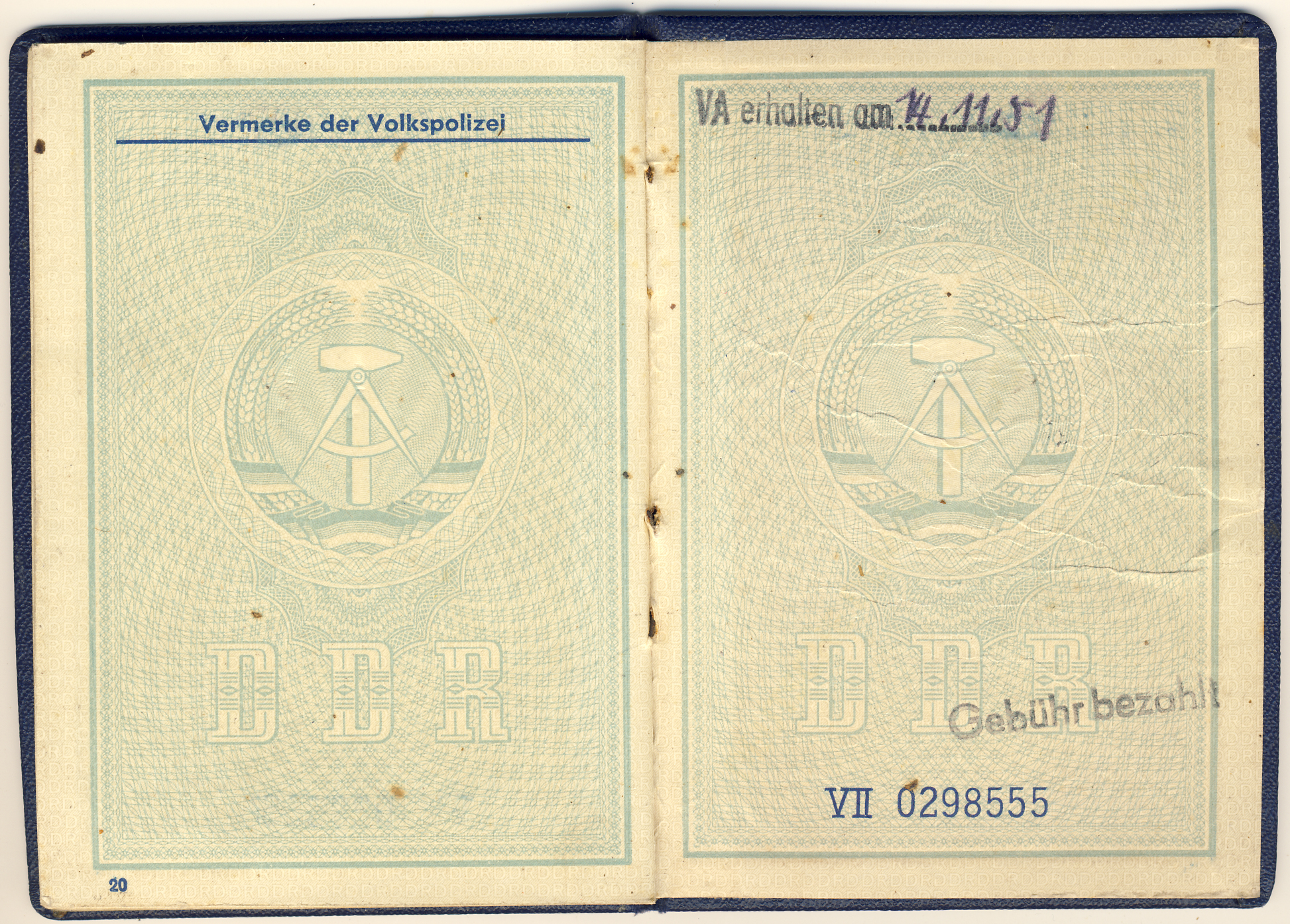
page 20 et 3e de couverture